# Josep Lluís Albiñana
Josep Lluís Albiñana i Olmos (Valencia, 1943) é um juiz e ex-político espanhol do Partido Socialista Operário Espanhol (PSOE).
Casado, com três filhos, Albiñana qualificado como advogado. Seu primeiro envolvimento político veio no final dos anos 1960, quando ingressou na União Democrática do País Valenciano (UDPV).  No entanto, mais tarde deixou a UDPV quando o partido decidiu seguir um caminho democrata cristão. Ele então se juntou ao PSOE em 1975 e mais tarde foi eleito para o comitê executivo federal do partido.
Foi Presidente do Conselho Pré-autônomo da Comunidade Valenciana de 1978 a 1979.